# Gora Vil’kickogo
Gora Vil’kickogo (englische Transkription von russisch Гора Вилькицкого Gora Wilkizkowo, deutsch ‚Wilkizki-Berg‘) ist ein Berg im ostantarktischen Mac-Robertson-Land. Er ragt etwa 5 km südöstlich des Mount Kirkby in der Porthos Range der Prince Charles Mountains auf.
Russische Wissenschaftler benannten ihn. Der Namensgeber ist nicht überliefert. Wahrscheinlicher Namensgeber ist der russische Hydrograph und Polarforscher Boris Andrejewitsch Wilkizki (1885–1961).